# Commodity Channel Index
Il commodity channel index è un indicatore molto usato in analisi tecnica e fu ideato da Donald R. Lambert per identificare svolte cicliche nel mercato delle commodities. L'assunzione che sta dietro all'oscillatore è che commodities, stock ed obbligazioni si muovano in cicli, con massimi e minimi che avvengono ad intervalli periodici. Lambert raccomandò di usare un terzo del ciclo completo, calcolato da minimo a minimo o da massimo a massimo, come time-frame adeguato per il CCI. Per esempio nel caso fosse individuato un ciclo a 60 giorni andrebbe impostato a 20 periodi. Resta inteso che come ogni altro strumento di analisi tecnica esso dovrà essere adattato al carattere del titolo in modo tale da generare il minor numero possibile di falsi segnali. È opportuno inoltre precisare che, qualora lo si utilizzi in abbinamento con altri strumenti di analisi, affinché si possano confrontare è bene mantenere per tutti lo stesso numero di periodi osservati.

## La formula
L'oscillatore si ottiene confrontando il prezzo attuale con una media mobile in un certo periodo di tempo e normalizzare dopo i valori ottenuti utilizzando un divisore basato sulla deviazione media. Per fare questo sono necessari quattro passaggi:
1. calcolare l'ultimo typical price. {\displaystyle TP=(H+L+C)/3} dove H è il massimo, L il minimo e C la chiusura;
2. calcolare la media mobile semplice a 20 periodi del typical price SMATP;
3. calcolare la deviazione media. Prima si calcoli il valore assoluto della differenza tra la SMATP dell'ultimo periodo ed il typical price per ognuno dei 20 periodi passati, poi si sommino tutti questi valori assoluti e si divida per 20. Si ottiene così la deviazione media;
4. il passo finale è applicare questi valori calcolati e la costante (0.015) nella seguente formula:

{\displaystyle CCI=(TP-SMATP)/(0.015*Deviazionemedia)}
La costante inserita da Lambert serve a far sì che approssimativamente il 70-80% dei valori del CCI si trovi compresa nella zona -100 e +100. Il CCI quindi si muove al di sopra e al di sotto dello zero; la percentuale di valori dell'oscillatore compresi nell'intervallo -100/+100 dipenderà dal numero di periodi impostati: un CCI più corto sarà molto più volatile e conseguentemente avrà una più piccola percentuale di valori compresi in quell'intervallo; al contrario più periodi saranno presi in considerazione più alta sarà la percentuale di valori contenuti nell'intervallo.

## Segnali generati

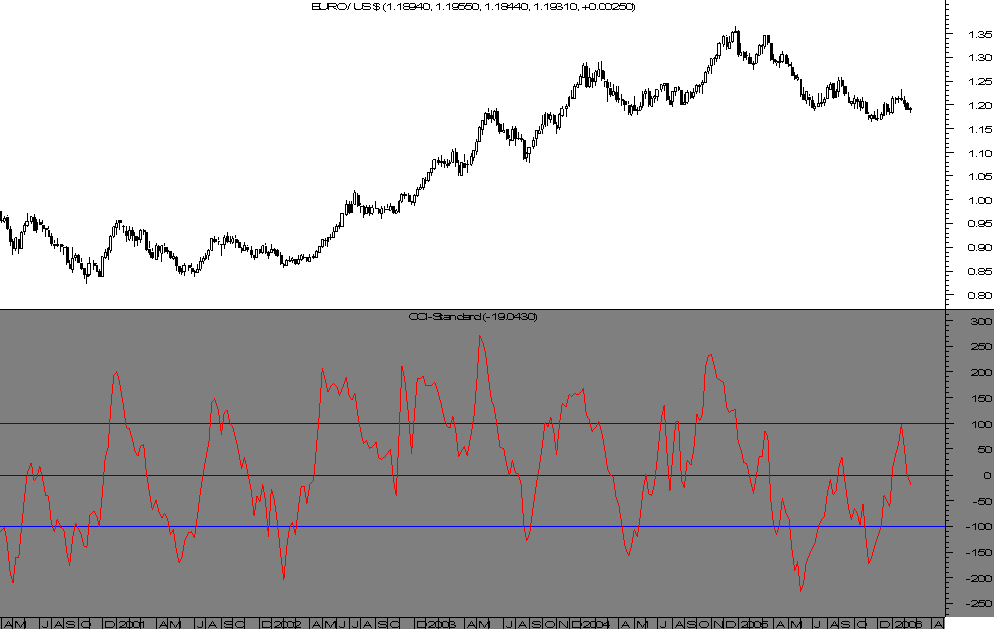
Grafico settimanale del cambio Euro/Dollaro con sotto l'indicatore CCI a 20 periodi

L'indicatore così costruito, è rappresentato da una linea continua ed i suoi valori non sono ricompresi in una fascia predeterminata (come per gli oscillatori) ma può muoversi su valori al di sopra o al di sotto dello zero. 
Per il suo utilizzo si considerano tre fasce di prezzo nel quale si troverà l'indicatore: 
1) Fascia neutra: essa è compresa tra -100 e +100, quando il CCI si trova all'interno di questa fascia non dà nessun segnale operativo
2) Fascia superiore: formata da tutti i valori superiori a 100 (da non confondersi con la zona di ipercomprato degli oscillatori)
3) Fascia inferiore: formata da tutti i valori inferiori a -100 (da non confondersi con la zona di ipervenduto degli oscillatori)
I segnali operativi sono: 
- Apertura di posizione rialzista al superamento del valore +100 e chiusura della stessa al rientro dell'indicatore nella fascia neutra
- Apertura posizione ribassista quando il CCI si trovi ad assumere valori inferiori a -100, e chiusura della stessa al rientro dell'indicatore nella fascia neutra.  